# Varencya intricata
Varencya intricata är en skalbaggsart som beskrevs av Marc Lacroix 1993. Varencya intricata ingår i släktet Varencya och familjen Melolonthidae. Inga underarter finns listade i Catalogue of Life.